# عرض (طب)

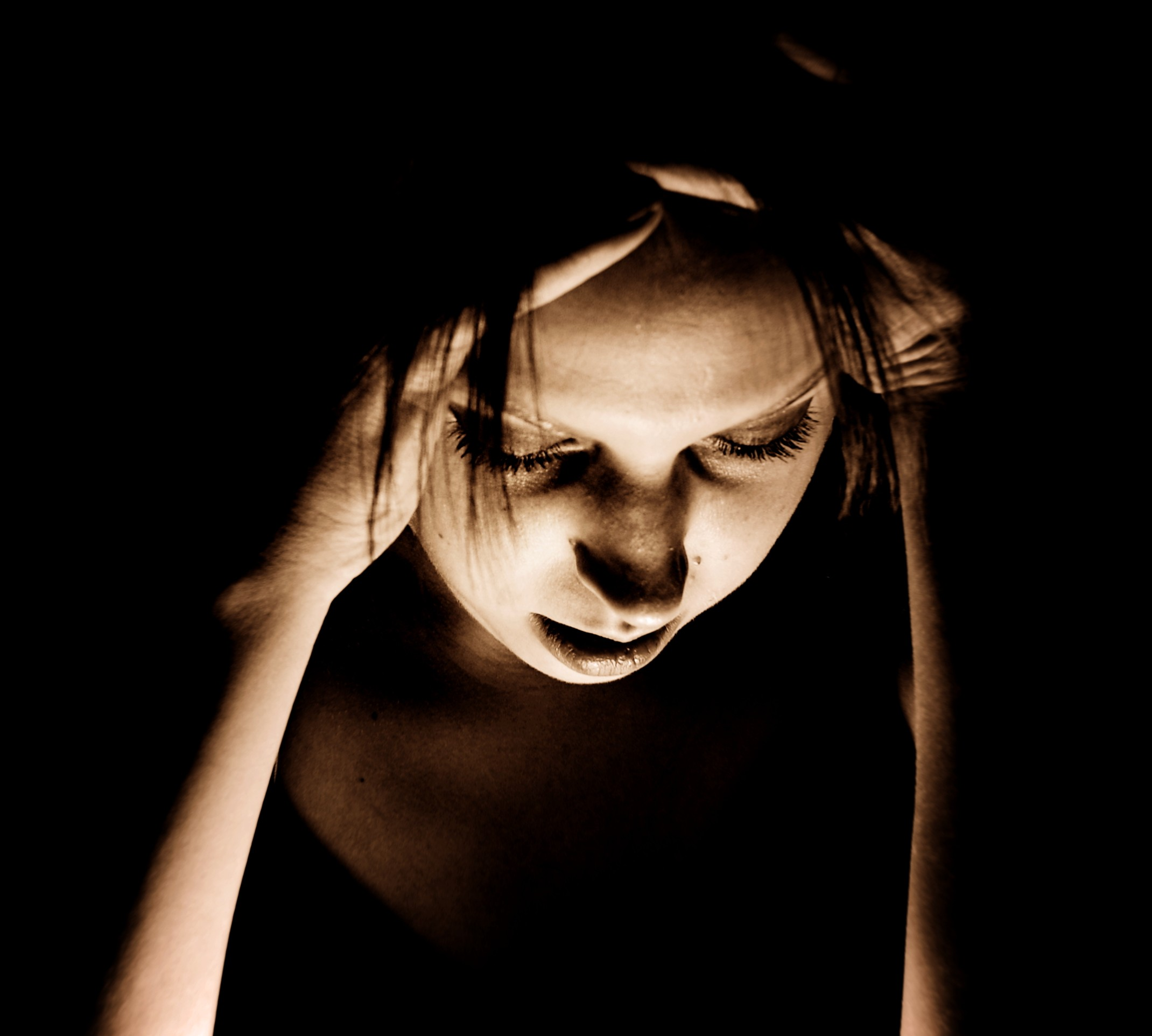

العَرَض (باللاتينية: Symptoma؛ عن اليونانية القديمة: σύμπτωμα) هو ما يطرأ على المريض من تغير أو ظواهر دالة على المرض. يستدلُ عليها بأخذ السيرة المرضية وفحص المريض سريريًا.

## لغةً
| عرض (طب) | والعَرَض: من أَحْداثِ الدهر من الـموت والـمرض ونـحو ذلك؛ قال الأَصمعي: العَرَض الأَمر يَعْرِض للرجل يُبْتَلـى به؛ قال اللـحيانـي: والعَرَض ما عَرَض للإِنسان من أَمر يَحْبِسُه من مَرَضٍ أَو لُصُوصٍ. والعَرَض: ما يَعْرِض للإِنسان من الهموم والأَشغال. يقال: عَرَض لـي يَعْرِض وعَرِضَ يَعْرَض لغتان. والعارضة: واحدة العَوارِض، وهي الـحاجاتُ. والعَرَضُ والعارِض: الآفةُ تَعْرِض فـي الشيء، وَجَمْعُ العَرَضِ أَعْراض، وعَرَض له الشكُّ ونـحوُه من ذلك. | عرض (طب) |

## اصطلاحًا
يُصطلح في الطب على ماينجم عن الأمراض التي تعتل الجسم أو النفس من تغيراتٍ ظاهرة يشعر بها المريض، أو يلاحظها محيط المريض - العائلي أو المهني - بالأعراض.
فهناك من الأعراض مثل الألم، يشعر بها المريض ولا يستطيع المراقب للمريض أو الفاحص أن يلاحظها، ولكنه قد يلاحظ معاناة المريض منها. وهناك أعراض أخرى يلاحظها معاشرو المريض أو محيطه العائلي، دون أن يكون المريض نفسه مدركاً لها، ومثال ذلك الشخير عند النوم. كما أن هناك أعراضاً يمكن الكشف عنها خلال الفحص الطبي، وقد لا تسبب إزعاجاً، أو أنها تكتشف قبل أن تتسبب في «إزعاج» مثل فرط ضغط الدم. إلا أنه في معظم الحالات فإن أعراض الأمراض تكون خليطاً بين ما يلاحظه المريض، وما يشعر به أهل المريض وما يفحصه الطبيب. لتكون الصورة شاملة.

## أنواع
للأعراض أنواع عديدة، وتقسيمات مختلفة، فمن ناحية الامتداد الزمني تقسم الأعراض إلى:
- أعراض حادة وهي الأعراض الطارئة التي تظهر بسرعة، وتتطور بسرعة وغالباً لا تدوم، فتكون فترة بقائها بضعة أيام.
- أعراض مزمنة وهي تلك الأعراض التي تظهر تتطور ببطء، وتختلف فيها مدة المرض من الأسابيع إلى الشهور والسنوات، وبعضها يدوم العمر كله.

كما يمكن تقسيم الأعراض بحسب علاقتها بالمرض أو بالسبب فيقال:
- عرض جانبي وهو مصطلح يُستخدم في وصف مايظهر على المريض من آثار غير مرغوب بها بسبب تناول دواء ما أو تلقي علاج ما.
- عرض حادثي وهو العرض الذي يتم اكتشافه بالصدفة، إما أثناء فحص لمرض آخر، أو أثناء فحص دوريّ.
- عرض رئيسي (بالإنجليزية: cardinal symptom)‏ وهو عرض يدل لوحده أو وجوده يؤكد مرضاً ما، وفي بعض الأحيان لايجوز تشخيص المرض في غياب العرض.
- عرض مصاحب (بالإنجليزية: concomitant symptom)‏ وهو ويسمى أيضاً بالعرض الثانوي أي أنه يأتي مصاحباً لأعراض أخرى رئيسية.
- عرض واصم (بالإنجليزية: pathognomonic symptom)‏ وهو عرض رئيسي ولكن وجوده يدل دلالة لاشك فيها على مرضٍ ما، بحيث يكفي وجود العرض لتشخيص المرض المسبب له، أي أن العرض يكفي لإطلاق اسم المرض على الحالة المرضية.

## العلاج
بما أن الأعراض هي مجرد علامات على المرض، فإن العلاج يكون بعلاج المرض المسبب له، ويسمى ذلك بالعلاج السببي أو العلاج المرضي، إلا أنه في كثير من الحالات فإن الأعراض نفسها تكون بحاجة لعلاج وذلك لأسباب منها:
- عدم المقدرة على علاج المرض المسبب، وهذا في حالات الأمراض المستعصية أو التي لم يكتشف لها علاج بعد.
- علاج الأعراض المزعجة مثل الحمى أو الألم إلى حين تحقيق علاج المرض (العملية الجراحية أو المضاد الحيوي)؛ أو إلى حين انتهاء المرض تلقائيا مثل علاج الحمى والصداع المرافقان لحالات الزكام الشائعة.
- علاج الأعراض الخطيرة والتي تهدد حياة المريض بغض النظر عن المرض المسبب لها ومثال ذلك علاج اضطراب نظم القلب الخطر، أو علاج الصدمة بغض النظر عن الأسباب.